# 條紋鴨嘴鯰
條紋鴨嘴鯰，是輻鰭魚綱鲇形目油鯰科的其中一種，在水族市場上稱為虎皮鴨嘴。

## 分布
本魚分布於南美洲亞馬遜河、奧里諾科河及巴拉那河流域。

## 特徵
本魚魚體背面呈深灰色，到了腹部則消褪成銀白灰色。間距相等的深色縱向條紋環繞魚體，消失在腹側。頭部寬大而扁平，前額平坦而傾斜。鰭非常小且帶有斑點。深叉狀尾鰭在游動時並不運動，而是由振動魚體來使於能高速前進，有三對長觸鬚。體長可達104公分。

## 生態
本魚棲息在河床處與森林的洪泛區中。屬夜行性，晚上捕食其他魚類如慈鯛科或脂鯉以及螃蟹等，在乾季時，可能因河川上游含氧量較高且食物較豐富，可提供受精卵及幼魚較好的成長環境。

## 經濟利用
在當地為食用魚及遊釣魚，也做為觀賞性魚類，飼養時可在水族箱佈置岩洞或流木等做為遮蔽。